# バスジャック
バスジャック（英: bus hijacking）とは、運行中のバスを乗っ取る行為のことである。

## バスジャックの目的
バスジャックの目的はハイジャック同様、亡命やテロリズムなど目的意識の明確なもの、あるいは精神的錯乱、心理状態の異常といったものなど、様々である。
なお、島国であるため陸路での国境越えが物理的に不可能な日本では亡命目的でバスを乗っ取った例はなく、ほとんどのバスジャック事件が心理状態の異常による事件である。

## 「バスジャック」の語源
1970年によど号ハイジャック事件が発生し、「ハイジャック」という言葉が日本で使われるようになった際に、「ハイ」は高空を飛ぶ航空機を指すと誤解されたからだとされる。したがって、バスを奪取する行為は「バスジャック」、列車の場合は「トレインジャック」（trainjack）という和製英語が生まれた。元の英語では、航空機・鉄道車両・バスなどの別を問わず、交通機関を暴力等で奪取する行為はすべて hijack と呼ぶ。もっとも、英語でも航空機のハイジャックは skyjack ともいい、また自動車の場合の「カージャック」は carjack(ing) 、船舶の場合の「シージャック」は seajack とも称す。

## 主なバスジャック事件

### 日本
1977年（昭和52年）10月15日
長崎バスジャック事件。平戸口発長崎駅前行西肥自動車の路線バスが「阿蘇連合赤軍」を名乗る2人組にバスジャックされる。発生から18時間後の16日午前4時25分、警察が一斉射撃とともに突入し、犯人1人を射殺、もう1人を逮捕し、乗客を全員救出。
1997年（平成9年）4月7日
伊予鉄道松山市駅発三崎行伊予鉄南予バス特急バスがバスジャックされる。
2000年（平成12年）
5月3日、西鉄バスジャック事件。佐賀発福岡行西日本鉄道の高速バス「わかくす号」が17歳の少年にバスジャックされる。犯人は乗客3人を牛刀で刺し、1人が死亡、2人が重傷を負った。その後SATの突入により逮捕。日本のバスジャック事件では、初めて犯人による犠牲者が出た事件となった。
7月22日、愛媛県八幡浜市で宇和島自動車の路線バスがバスジャックされる。なお本件は、前述の1997年（平成9年）に発生した伊予鉄南予バス特急バスのバスジャック事件の犯人と同一人物による犯行。
2001年（平成13年）1月13日
京都市営バスがバスジャックされる。犯人は大阪へ向かうことを要求した。このバスが「竹田駅東口」ゆきの方向幕を表示したまま大山崎町付近を大阪に向けて走行していたところ、すれ違った阪急バスの運転士が異常に気づき、機転を利かせて通報した。その後、犯人は大阪府茨木市まで来たところで逮捕された。
2003年（平成15年）7月28日
新宿発長野行川中島バスの高速バスが長野県坂城町付近を走行中にバスジャックされる。松代PAに停車、乗客は解放し、運転手1人を人質に約1時間立てこもった後、運転手の説得により投降、逮捕。動機は職場の人間関係に悩み、家族と口論し自暴自棄になっていた。
2004年（平成16年）
1月5日、静岡県磐田市で10磐田市立病院福田線 豊浜ゆきの遠州鉄道路線バスがバスジャックされる。バス停で乗車しようとした乗客が110番通報し、犯人が逮捕された。けが人はいなかった。
4月3日、秋田駅前行秋田中央交通の路線バスが秋田市手形付近を走行中にバスジャックされる。信号停車中に乗客らが犯人を取り押さえ、逮捕。
2007年（平成19年）11月19日
横浜市営バスの路線バス（HIMR）が上大岡駅に到着後、駅構内のドラッグストアで万引きしようとして発見されて逃亡を図った犯人に襲撃されたが、未遂に終わる。
2008年（平成20年）7月16日
愛知バスジャック事件。東名高速を走行中の東名ハイウェイバス（JR東海バス運行）の名古屋発東京行きスーパーライナー18便（乗客10人、エアロキング）で、山口県に住む少年（14歳）が運転手に刃物を突きつけた。警察はバスを美合パーキングエリアに誘導し、通報から約1時間後に犯人を逮捕。乗員・乗客は無事。
2011年（平成23年）
2月25日、阪急三番街高速バスターミナル発鹿児島中央駅行きのさつま号（南国交通運行）が山陽自動車道を走行中にバスジャックされる。車両横転により数人が軽傷。
3月2日、浜松駅バスターミナルにて発車待ちをしていた40気賀三ヶ日線 気賀駅前ゆきの遠州鉄道路線バス（エアロスターKC-MP747M）がバスジャックされる。約30分後に浜松市西区 (現・中央区) 内のバス停にて犯人が逮捕された。けが人はいなかった。
11月16日、千葉駅発鎌取駅行きの千葉中央バスの路線バスが千葉市中央区の中央2丁目バス停を通過する直前、凶器を持った男が乗客の女性に刃物を突きつけマスコミに会う事を要求した。しかし、記者に変装した警察官によって説得され、投降し現行犯逮捕された。運転手が機転を利かせ緊急事態を知らせる装置を利用したため運転手ならびに乗客はみな無事。なおこの際、千葉日報社の記者がマスコミ腕章を警察官に貸して会社から厳重注意を受けている。
2012年（平成24年）
4月22日、東京都八王子市の西八王子駅北口で西東京バスのバスジャック事件が発生。犯人は市内の中学3年生(当時)で、犯行直前に中学校の教師に犯行をほのめかす電話をしたほか、ネット上で犯行予告をしていた疑いがある。
2014年（平成26年）
5月11日、宮崎県えびの市で、刃物を持った男が宮崎交通のバスに乗客などを人質に一時立てこもったが、警察は翌12日午前1時ごろ、運転手が降りてきた隙に突入し、男を監禁の疑いで逮捕した。乗員・乗客は無事。
7月20日、九州自動車道でバスジャック事件が発生。福岡県警機動捜査隊員が発生から約30分後に突入し、負傷者はいなかった。2000年の西鉄高速バス乗っ取り事件後に導入された車両の「SOS表示」で多くの110番が寄せられるなど、対策が生きた。

### 日本以外
1971年8月23日
実尾島事件。韓国実尾島で叛乱を起こした空軍の特殊部隊（684部隊）の24人（うち2人は実尾島での交戦で死亡）が、仁川でバスジャックし、要求を掲げソウル青瓦台の大統領府に向かった。ソウルの鷺梁津（ノリャンジン）で憲兵隊と銃撃戦のうえ手榴弾自決。叛乱部隊18人死亡、4人処刑。民間人6人死亡、憲兵側2人死亡。
映画『シルミド』のモデルとなった。
1976年2月3日
ジブチにて、フランス人学校のスクールバスをソマリア沿岸解放戦線（FLCS）の6人がバスジャックし、ソマリア国境に向かった。現地駐留のフランス軍外人部隊とフランス本国から派兵されたGIGNが犯人5人を狙撃ののち、突入しようとしたが、ソマリア軍が介入し銃撃戦に。犯人全員死亡、人質女児1人死亡。
映画『15ミニッツ・ウォー』のモデルとなった。
1987年1月17日
中華人民共和国河南省で、資材を盗んで馘首（解雇）されたことを逆恨みして県政府要人を殺害・逃亡していた犯人が長距離バスをジャック。洛陽黄河公路大橋の検問で発見されて、公安民警および武装警察と銃撃戦になり、犯人以外に乗員乗客12名が死亡した。公安民警のSWAT部隊（公安特警）の創設の契機となった事件の一つである。
2000年6月12日
リオデジャネイロバスジャック事件。リオデジャネイロで、スラム出身で当時21歳だったサンドロ・ド・ナシメント（Sandro do Nascimento）が強盗目的でバスに侵入するも、通報により駆けつけた警察に包囲されたため、乗客11人を人質にバスジャックした。報道と野次馬に囲まれ生中継もされたため狙撃をためらう警察と睨み合いが続いたが、発生から4時間後に（おそらく投降のため）サンドロが人質のひとりを盾にバスを降りてきたところを、特殊部隊の隊員が至近距離から発砲。しかしこの弾丸は人質の女性へと命中し人質は死亡、サンドロも逮捕されるがパトカー内で警官に押さえつけられた際に窒息死してしまう。
のちの報道と裁判でサンドロの首に絞頸痕（警察官が制圧行動でなく殺害を企図したと疑われる）があること、彼が籠城中の人質たちに殺さないと約束し、演技をさせていたこと、そして彼がカンデラリア教会虐殺事件の生き残りだったことなどが明かとなり、ブラジル警察への非難が集中した。事件の2年後にはドキュメンタリー映画「バス174」が制作、公開された。
2000年11月4日
ギリシャ南部ペロポネソス半島エピダウロス付近で午前10時半（日本時間同午後5時半）ごろ、日本人観光客32人を乗せてアテネに向かっていたバスがライフルを持ったギリシャ人の男に乗っ取られる。バスは警察のパトカーに追跡されながら走行を続け、事件発生から約8時間後の同午後7時（日本時間5日午前2時）、男がアテネ市内で投降。人質は全員解放された。男は48歳の自動車修理工で4日午前、77歳の義理の母親と知人を射殺。自分の車に放火し、通りかかったバスを乗っ取った。その後、説得しようとした警察官に発砲し、軽傷を負わせた。男は車中から携帯電話で「警察がバスの追跡をやめなければ人質を一人ずつ射殺する」と警告。ニュースキャスターとの面会を要求し、この司会者が電話で男の説得に当たった。男は投降後の5日朝、警察署の8階の窓から飛び降り自殺した。
2004年12月16日
アテネで2人組の男がバスジャックしたが、19時間後に投降。人質は無事だった。
2010年8月23日
フィリピンで香港人観光客23人を乗せた観光バスが自動小銃を持った元警察官の男にバスジャックされ、約11時間後にフィリピン警察の特殊部隊が犯人を射殺したが、人質8人が死亡。
2019年8月20日
ブラジル・リオデジャネイロにて、男がテイザー銃とガソリンをバスに持ち込み乗客30人以上を人質に取った。男は、4時間経過した時点で警察から狙撃を受け死亡。人質に死亡者なし。

## 対策

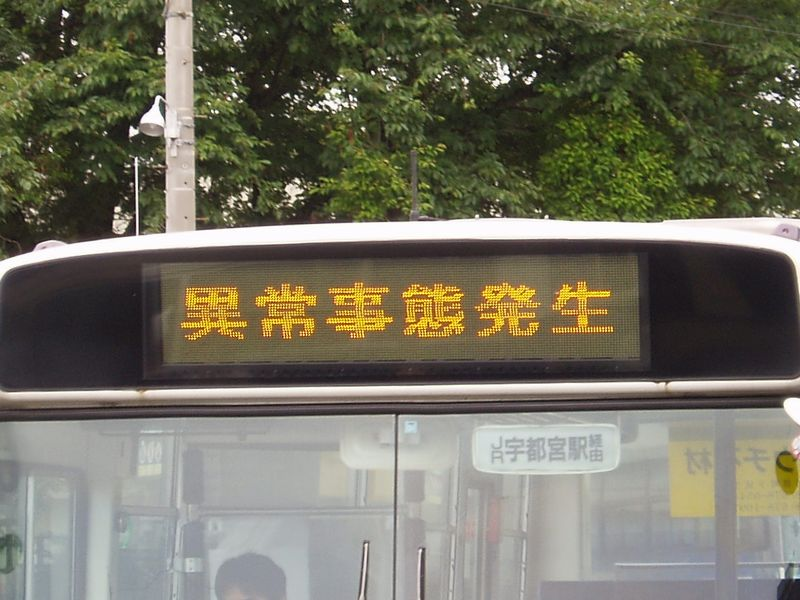
バスジャックなどに遭遇した際の行先表示器の表示例

日本バス協会は2000年の西鉄バスジャック事件を機にバスジャック等のテロ対策のための統一対応マニュアルを作成し、緊急連絡のための装置の整備を決めた。
- バス後部に防犯灯
- ハザードランプの点滅回数を増加させる装置
- 表示行先表示器などに「SOS」、「緊急事態発生」などを表示[3]
- 緊急通報システム
- 学校法人が運行するスクールバスは部外者が乗車できないように乗車口で運転手が学生証などの提示を求める。